# ری جکنداف
ری جکنداف (زاده ۲۳ ژانویه ۱۹۴۵) زبان‌شناس سرشناس آمریکایی است. او استاد فلسفه، دارای کرسی ست مرین در علوم انسانی و همراه با دنیل دنت، مدیر مرکز مطالعات شناختی دانشگاه تافتس است. او همیشه مرز بین زبان‌شناسی زایشی و زبان‌شناسی شناختی را در هم گذرانده‌است و متعهد به وجود یک دستور زبان فطری جهانی (مهم‌ترین رهاورد زبان‌شناسی زایشی) و ارائهٔ گزارشی از زبان است که با درک کنونی ذهن و ذهن انسان سازگار است.

## کمک به شناخت موسیقایی
جکنداف، همراه با فرد لردال، به مسألهٔ ظرفیت انسان برای موسیقی و رابطهٔ آن با زبان بشری علاقمند بوده‌است. به‌طور خاص، موسیقی دارای ساختار و همچنین به تعبیری دارای "دستور زبان" است (وسیله ای که به وسیله آن صداها در ساختارها ترکیب می‌شوند). وقتی شنونده موسیقی را با اصطلاحی که با آن آشناست می‌شنود، موسیقی صرفاً به صورت جریانی از صداها شنیده نمی‌شود؛ بلکه در شنونده درکی ناخودآگاه از موسیقی ایجاد می‌کند و او می‌تواند قطعات موسیقی را که قبلاً نشنیده‌است، ادراک کند. جکنداف درمورد این موضوع تحقیق می‌کند که این درک شامل چه ساختارهای شناختی یا " بازنمایی‌های ذهنی " در ذهن شنونده است، چگونه شنونده به دستور زبان موسیقایی لازم برای درک یک اصطلاح موسیقی خاص دست می‌یابد، چه منابع ذاتی در ذهن انسان این اکتساب را امکان‌پذیر می‌کند و در نهایت، چه بخش‌هایی از ظرفیت موسیقی انسان توسط عملکردهای شناختی عمومی کنترل می‌شود و چه بخش‌هایی از کارکردهای تخصصی که به‌طور خاص برای موسیقی طراحی شده‌اند، ناشی می‌شود (Jackendoff & Lerdahl, 1983; Lerdahl، ۲۰۰۱). سؤالات مشابهی در مورد زبان انسان نیز مطرح شده‌است، اگرچه تفاوت‌هایی وجود دارد. به عنوان مثال، این احتمال بیشتر است که انسان‌ها یک ماژول زبان تخصصی را تکامل داده باشند تا اینکه یک ماژول برای موسیقی تکامل دهند؛ زیرا حتی جنبه‌های تخصصی درک موسیقی با عملکردهای شناختی عمومی تری گره خورده‌است.